# Госманов Рауіс Госманович
Рауіс Госманович Госманов (нар. 1940) — радянський, російський татарський вчений, фахівець в галузі мікробіології, вірусології та імунології. Доктор ветеринарних наук (1986), професор (1987), у 1987—2007 роках завідувач кафедри мікробіології, вірусології та імунології Казанської державної академії ветеринарної медицини імені Н. Е. Баумана, нині — її професор. Заслужений діяч науки Російської Федерації та Республіки Татарстан. Лауреат Державної премії Республіки Татарстан в області науки і техніки (2011).
Закінчив Казанський державний ветеринарний інститут ім. Н. Е. Баумана (1963) за спеціальністю ветеринарного лікаря та дотепер працює в альма-матер.